# Гагарин, Андрей Григорьевич
Князь Андре́й Григо́рьевич Гага́рин (22 декабря 1855 (3 января 1856), Санкт-Петербург — 22 декабря 1920, Порхов) — русский учёный и инженер, организатор высшего образования, статский советник. Председатель Строительного комитета и первый директор Санкт-Петербургского политехнического института. На занимаемых должностях проявил себя как выдающийся педагог, либеральный общественный деятель, крупный специалист в области механики. 
Конструктор ряда имеющих значение в технологии строительных материалов приборов, станков и приспособлений, в частности крешерного пресса оригинальной системы для испытания материалов, получивший впоследствии широкое применение в  механических лабораториях.

## Биография
Родился 22 декабря 1855 (3 января 1856) года в Санкт-Петербурге. Четвёртый, младший, ребёнок (имел двух старших сестёр и старшего брата, двое более поздних детей умерли в младенчестве).

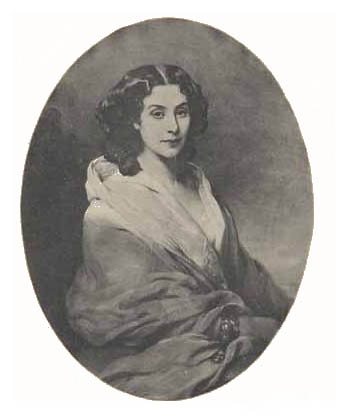
Софья Гагарина

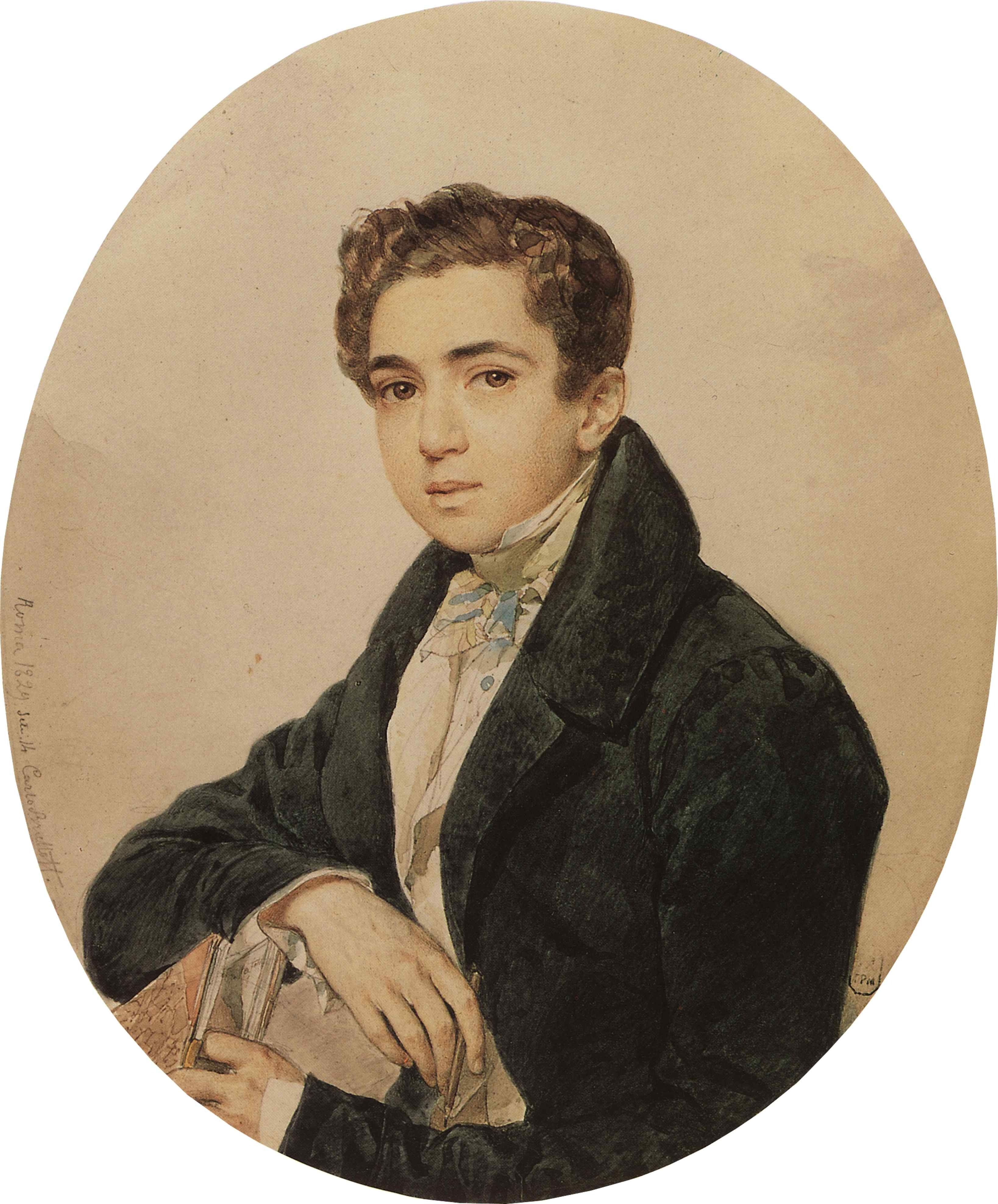
Григорий Гагарин

Отец, Григорий Григорьевич Гагарин, был известным художником-любителем, обер-гофмейстером двора Его Императорского Величества, вице-президентом Императорской Академии художеств. Мать, Софья Андреевна, урождённая Дашкова, фрейлина императрицы Александры Федоровны, позднее — статс-дама императрицы Марии Фёдоровны. Крещён 18 января 1856 года в Придворной церкви Зимнего дворца, крёстным отцом был император Александр II, а крёстной матерью — вдовствующая императрица Александра Федоровна.
Обучался в частном пансионе, в 1869 году поступил в четвёртый класс Ларинской гимназии, учился очень посредственно. Окончив в 1874 году гимназию поступил на физико-математический факультет Петербургского университета.
Летом 1876 года совершил путешествие в Северную Америку, где ознакомился с металлургией на рудниках Скалистых гор. Посетил Всемирную выставку в Филадельфии. Из Америки привёз токарный станок, устроил в своей квартире мастерскую и работал над паровой машиной собственной конструкции.
Окончил университет в 1878 году. В 1879 году за диссертацию «Удобнейший способ предварительного вычисления солнечных затмений и подобных явлений с предвычислением полного затмения 1887 года» получил учёную степень кандидата наук и большую серебряную медаль. Летом 1887 года фотографировал это затмение, выехав на станцию Завидово.
По окончании университета год отслужил вольноопределяющимся в гвардейской конной артиллерии, занимался учебной командой, после чего выдержал экзамен на офицерский чин, но, не чувствуя стремления к военной службе, её не продолжил. В 1880 году поступил вольнослушателем в Михайловскую артиллерийскую академию, которую в 1884 году окончил по первому разряду. В годы учёбы в Академии много занимался механикой, опубликовал брошюры: «О некоторых сочленениях» и «О круговой линейке». Тогда же в Артиллерийском журнале была напечатана его диссертация о наивыгоднейшей нарезке стволов орудий. По окончании обучения объездил все главные металлургические и машиностроительные заводы Англии, Франции и Австрии (виртуозно преодолевая недоверие принимающих сторон).
С конца 1884 года служил в модельной мастерской Петербургского арсенала под началом В. Е. Альтфатера, занимался конструированием деревообрабатывающих станков. С учреждением там механической лаборатории возглавил её и вёл работы по испытанию материалов. Сконструировал и собственноручно изготовил приспособление для автоматического уравновешивания усилий в разрывной машине Мора и Федергарда. Позднее эти приборы нашли своё применение в санкт-петербургском, киевском и брянском арсеналах, а также на тульском, сестрорецком и ижевском оружейных и на санкт-петербургском патронном заводах.
Тогда же начал работу над крешерным прессом, впоследствии приобретшим широкую известность как «пресс Гагарина».
В 1885 году, во время 11-месячного отпуска, жил в Москве, где на принадлежащем семье участке руководил строительством дома, известного теперь как доходный дом князя А. Г. Гагарина на улице Кузнецкий Мост (ныне — д. 19 с. 1). Полученный при строительстве опыт затем использовал при заведовании ремонтом здания арсенала.
В 1896 году на Всероссийской промышленной выставке в Нижнем Новгороде за свой пресс Гагарин получил золотую медаль. «Круговая линейка Гагарина» была удостоено золотой медали на Парижской Всемирной выставке 1900 года.
В 1891 году знакомился с изготовлением винтовок на Тульском оружейном заводе, после чего был командирован во Францию в город Шательро, где в составе комиссии принимал 500 000 винтовок конструкции Мосина, изготавливавшихся на местном оружейном заводе по заказу российского правительства. Находясь в Шателье, Гагарин устраивал еженедельные вечера, на которых знакомил присутствующих с русской музыкой, сам играл на корнете, оставив о себе благодарную память.
Возвратившись в Россию, с 1895 по 1900 год был помощником начальника Санкт-Петербургского орудийного завода, способствовал значительному, до 7 раз, увеличению его производства, прослыв беспокойным человеком.
Активность А. Г. Гагарина была замечена министром финансов С. Ю. Витте, и 7 января 1900 года по его инициативе и представлению А. Г. Гагарин был назначен председателем строительной комиссии и директором создаваемого Петербургского политехнического института. Организация этого нового высшего учебного заведения встретила большие возражения Министерства внутренних дел, опасавшегося получить новый антиправительственный центр, да ещё и в столице, и Министерства народного просвещения, увидевшего нарушение своих принципов обустройства вузов. Андрей Григорьевич оставил военную службу, из капитана гвардейской артиллерии он стал статским советником (значительное повышение, статский советник соответствовал положению выше полковника). Участвовал в выработке положения об институте, постановке преподавания и подыскании и подготовке профессорского состава. Благодаря ему в институт пришли преподавать известные учёные и педагоги К. П. Боклевский, И. В. Мещерский, А. С. Посников, Н. А. Меншуткин, М. А. Шателен, В. В. Скобельцын, И. М. Гревс, Н. И. Кареев, М. М. Ковалевский, Ю. С. Гамбаров и другие.

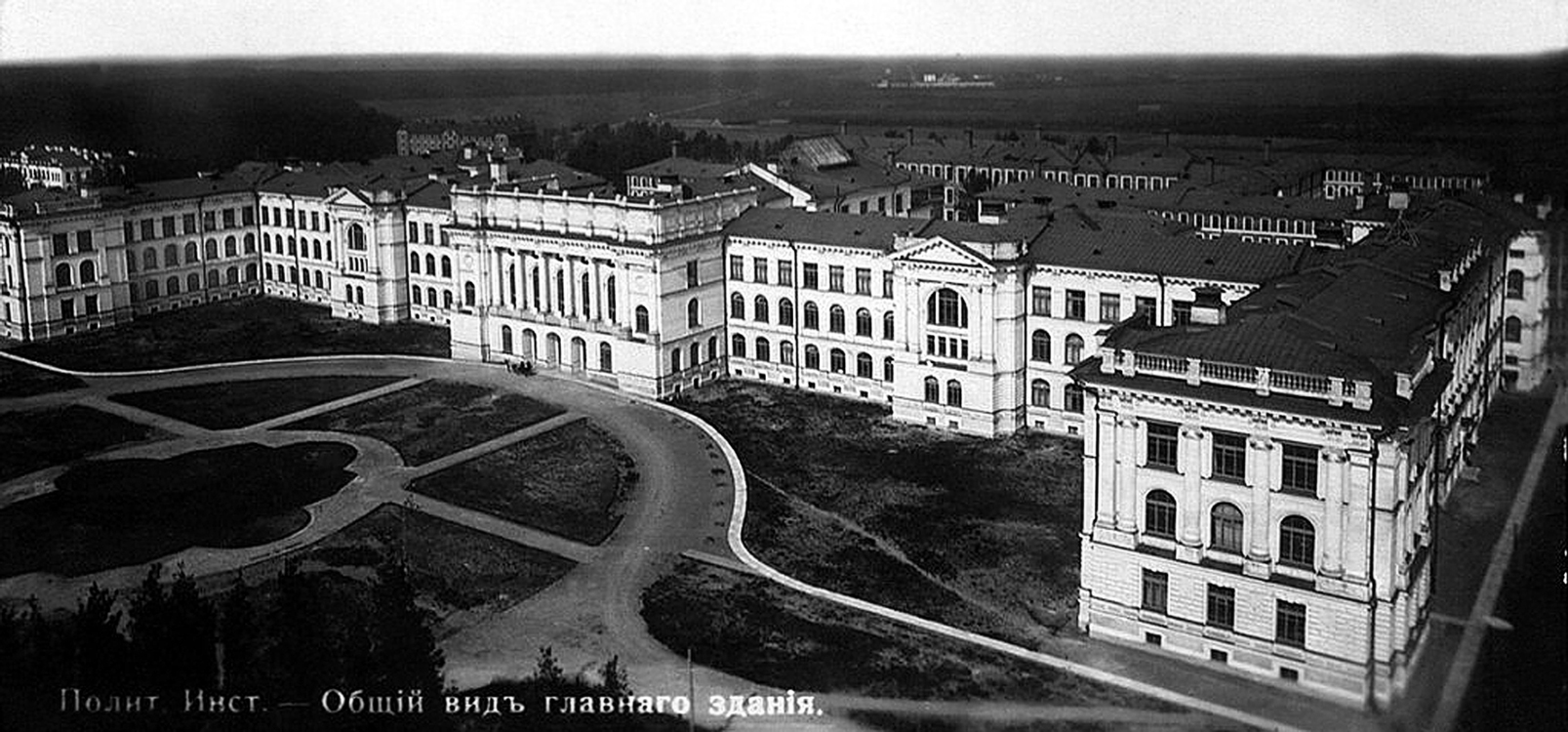
Главное здание политехнического института, 1902 год.

Став 18 января 1900 года председателем Особой строительной комиссии, А. Г. Гагарин осуществлял руководство сооружением учебного городка политехнического института. Вникая во все тонкости, он сумел свести злоупотребления к минимуму. В марте 1900 года, когда здание института уже было возведено под крышу, он по собственной инициативе вместе с главным архитектором Э. Ф. Виррихом в течение месяца изучил постановку учебного процесса в 36 вузах Европы. Всё наиболее ценное из почерпнутого за границей А. Г. Гагарин в дальнейшем использовал в Политехническом институте. Здания института были построены менее чем за 2,5 года.
1 октября 1902 года состоялось торжественное открытие Политехнического института. За работу по созданию института «в воздаяние отлично-усердной и ревностной службы» указом императора А. Г. Гагарин в апреле 1903 года был награждён орденом Святого Равноапостольного Князя Владимира четвёртой степени.
По многим вопросам А. Г. Гагарин занимал независимую позицию, опиравшуюся на мнение Совета института, и во многих случаях расходившуюся с взглядами правительственных кругов. Так, в феврале 1902 года совещание директора и деканов отвергло мотивированное необходимостью уменьшения опасности студенческих волнений предложение министра финансов организовать политехнический институт по образцу военно-учебных заведений и ввести в нём военную инспекцию.
В период распространения в студенческой среде революционных настроений противоречия между директором института и правительственными чиновниками обострялись до конфронтации. В ноябре 1904 года министр финансов В. Н. Коковцев открыто обвинил А. Г. Гагарина в бездействии.
14 октября 1905 года институт получил указание о его закрытии, однако совет института во главе со своим председателем выполнить приказ министра отказался. А. Г. Гагарин и далее неоднократно вступал в конфликты с правительственными и полицейскими чиновниками по поводу положения в институте. Директор всемерно заступался за студентов, используя свои родственные связи, лично брал арестованных студентов «на поруки».
18 февраля 1907 года в общежитиях института был произведён обыск, полиция задержала 20 посторонних лиц, большинство из которых, по мнению полиции, находилось на нелегальном положении, ей было обнаружено «одиннадцать начинённых бомб, значительное количество изданий партии социалистов-революционеров, печать „Рабочего Комитета Выборгской стороны партии социалистов-революционеров“, несколько пачек динамита, два куска бикфордова шнура, коробка с сотней капсюлей для запала, девять винтовок и одна пироксилиновая шашка».
28 февраля министр торговли и промышленности Д. А. Философов, в подчинении которого находился институт, своим письмом сообщил А. Г. Гагарину о том, что причины происшедшего видит в неисполнении тем служебного долга и передаёт дело судебному следователю. В тот же день своим вторым письмом министр известил А. Г. Гагарина о том, что получено «ВЫСОЧАЙШЕЕ повеление о немедленном увольнении Вас от службы». Директор и Правление института были отданы под суд с обвинением «за бездействие власти».
Совет и студенты Политехнического института единодушно встали на сторону А. Г. Гагарина. В частности, Совет 4 марта единогласно выдвинул его кандидатом на должность директора, а 21 марта так же единогласно проголосовал за избрание его Почётным членом института.
Следствие по делу велось в течение двух лет. Суд, состоявшийся в Сенате в апреле 1909 года, признал А. Г. Гагарина виновным в «противозаконном бездействии власти» и приговорил его к лишению права в течение трёх лет поступать на государственную и общественную службу (минимальную санкцию, предусмотренную вменявшейся А. Г. Гагарину статьёй). Неоднократно выражавшие директору поддержку студенты вскоре после суда преподнесли ему адрес с многочисленными (около 2000) подписями. Впоследствии Политехнический институт окончили трое сыновей А. Г. Гагарина — Андрей, Сергей и Пётр, а внук, А. П. Гагарин, в течение почти двадцати лет (1994—2011) являлся профессором института.
Освобождение от забот директора позволило Гагарину вернуться к научной работе. В 1911 году он выступил одним из организаторов Русского общества испытания материалов. В 1913 году в прежде руководимом им институте защитил диссертацию «Приборы, дающие зависимость между усилиями и деформациями во время удара» и получил звание адъюнкта прикладной механики, тогда оно давало право занять кафедру. Кроме того, Гагарин принял участие в двух конгрессах по испытанию материалов.
В тот же период в Порховском уезде Псковской губернии в живописном месте на берегу Шелони Гагарин приобрёл участок земли площадью 96 десятин и по проекту архитектора И. А. Фомина построил на нём дом. Имение получило наименование «Холомки».
Отношения А. Г. Гагарина с местным населением складывались не всегда гладко. Крестьяне собирали в принадлежащих князю лесах грибы и ягоды, запускали на земли имения своих коров и лошадей. Он же требовал с них штраф за потраву, задерживал скот и наказывал крестьянских детей. В ответ крестьяне «дважды избивали князя, один раз с переломом ноги».
Во время Первой мировой войны Гагарин вновь на военной службе, член Технического артиллерийского комитета по отделу оптики (1914—1917), участвовал в организации первого в России производства оптического стекла в Петербурге (ныне — ЛОМО и Институт оптического стекла) и основании завода оптических стёкол в городе Изюме Харьковской губернии. В 1916 году был назначен правительственным инспектором деятельности Путиловского завода.
С 1917 года работал в Москве, занимая до конца своей жизни должность старшего конструктора в Научно-экспериментальном институте при Наркомате путей сообщения. Из-за тяжёлых условий жизни в Москве в 1920 году через Л. Б. Каменева обратился в Совнарком с просьбой разрешить ему жить в Холомках, приезжая в Москву для сдачи готовых проектов. Разрешение за личной подписью В. И. Ленина было дано, и А. Г. Гагарин вернулся к семье в Холомки, преподавал математику и физику в Псковском сельскохозяйственном техникуме и выполнял некоторые проектные работы для местного исполкома.
Умер 22 декабря 1920 года от сердечной недостаточности, после оперирования грыжи в Порховской больнице. Похоронен на кладбище Храма Вознесения Господня в деревне Бельское Устье. Надгробие исчезло в годы Великой Отечественной войны.
Имение Холомки теперь принадлежит СПбПУ. В мае 2013 года по завершении длительных реставрационных работ, осуществлявшихся за счёт СПбГУ, главный усадебный дом был торжественно открыт.

## Оценки личности
Современниками характеризовался как могучий защитник и института, и его преподавателей, и его студентов

Власть у него была неограниченная, но он пользовался ею, своим положением и своими связями только тогда, когда надо было защитить.

По мнению учившихся у него студентов-политехников отношение ректора к ним было отеческим, сердечным. Его отличала доступность, полная доброжелательность, он «широко шёл навстречу всем нашим пожеланиям».
Этим объяснялся высокий авторитет Гагарина у студентов

Честная молодежь инстинктом чувствовала родственное, горячее, правдивое и вечно молодое сердце. Сердце, умевшее любить, верившее в молодежь, в идеалы красоты, добра и правды.

Гагарина отличала преданность своей работе, науке, Отечеству. Он был

Труженик, любивший науку, сознающий её значение, верящий в будущее Великой России, призывавший к работе, знанию и любви к родине

Гагарин не был оратором-демагогом

…он говорил лишь святую жизненную правду, и сердце молодежи чувствовало эту правду

## Семья

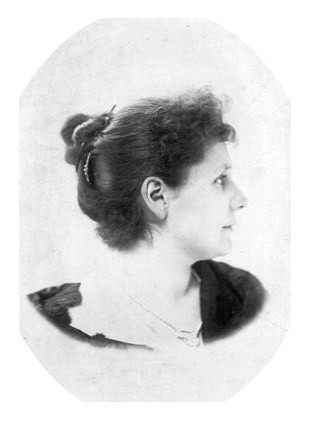
Мария Дмитриевна, жена

28 июля 1885 года А. Г. Гагарин женился на княжне Марии Дмитриевне (1864—1946), дочери князя Д. А. Оболенского.
В браке родились сыновья — Андрей (1886—1937), Сергей (1887—1941), Лев (1888—1921), Дмитрий (09.12.1893; Париж — ?), Григорий (1896—1963), Пётр (1904—1938) — и дочери Софья (25.10.1891—1979; фрейлина; в браке за Н. Н. Ростковским) и Анастасия (26.02.1902—27.02.1902; родилась шестимесячной).
Андрей Григорьевич в октябре 1918 года на пути в Холомки был арестован. Вслед за этим через несколько дней арестовали и Марию Дмитриевну. Благодаря содействию Экспериментального института Андрей Григорьевич был освобождён относительно быстро, а Мария Дмитриевна провела несколько месяцев сначала в Порховской, а затем в Бутырской тюрьме. На свободу вышла после ходатайства М. Горького.
Поместье Холомки в 1918 году было национализировано. Петербургскую квартиру Гагариных, когда те находились под арестом, вскрыли и разгромили. Позже Мария Дмитриевна вспоминала о том, как Андрей Григорьевич, принося ей в тюрьму передачи, несмотря на сильные морозы был в летнем пальто с полотенцем вместо шарфа, поскольку все зимние вещи пропали во время погрома.
В 1918 году в Холомках арестовали Григория Андреевича. Приговорённый к расстрелу, он смог бежать и эмигрировал в США. Там же в результате различных событий и в разное время оказались Сергей и Софья. Лев через Крым уехал из России, но вскоре умер в окрестностях Константинополя от тифа. Андрей и Пётр остались в России и оба были расстреляны: Андрей — в июле 1937 года, Пётр — в январе 1938 года.
После смерти мужа Мария Дмитриевна жила в Холомках, но в 1925 году местные власти приняли решение о выселении её из пределов губернии, и она в том же году вместе с дочерью уехала в Ленинград. В 1934 году эмигрировала, отъезд стал возможен только после того, как её сыновья собрали и заплатили требовавшуюся в те годы за получение разрешения на выезд сумму в размере 3 000 долларов США. Оставила после себя воспоминания о муже, опубликованные в 2006 году. Её рукописный дневник, описывающий события времён революции 1917 года, был выкуплен из частной коллекции губернатором Псковской области А. А. Турчаком, в 2012 году началась публикация дневника в газете «Псковская правда Вече».

## Адреса в Санкт-Петербурге
- 1895—1900 — Фурштатская улица, 1[23];
- 1900—1907 — дорога в Сосновку, 1 (Политехническая улица, 29 с 1956)[24];
- 1907—1909 — Невский проспект, 72[25];
- 1909—1917 — Английская набережная, 30[26].

## Память
- В 2016 году у читального зала Фундаментальной библиотеки установлен бюст А. Г. Гагарина[27]
- На здании Политехнического университета (Политехническая улица, 29) в 2005 году была установлена мемориальная доска (авторы В. Л. Яковлева, И. П. Николаева) с текстом: «Лаборатория сопротивления материалов имени Андрея Григорьевича Гагарина, первого директора Санкт-Петербургского Политехнического института»[28]
- Созданная Гагариным лабораторная установка до сих пор используется при проведении лабораторных работ в механическом корпусе Политехнического университета[29].